# Fear (альбом)
Fear — изданный в 2014 году четвёртый студийный альбом Ти Джей Кауджилла, более известного по сценическому имени Кинг Дьюд.

## Запись
Четвёртая пластинка стала для музыканта попыткой сделать запись, более доступную для слушателей, нежели его предыдущие работы. По мнению Кауджилла, Fear (в пер. с англ. — страх), вопреки своему названию, не должен быть жутким, пугающим альбомом. Ориентиром в этой идее для него был пионер шок-рока Элис Купер, который пронёс демонические мотивы через всё своё творчество, но воплощал их в музыке в сравнительно мягкой форме. В старании сделать диск ориентированным на широкую публику Кинг Дьюд добавил в звучание музыкальных инструментов нотки The Beatles и The Rolling Stones.
Неотъемлемую часть альбома составляют полевые записи естественных шумов, которые Ти Джей начал собирать ещё за два года до начала студийной работы над Fear. Материал дополнялся преимущественно во время гастролей исполнителя и записывался в самых разных условиях; к примеру, эхо колоколов в конце песни «Bloody Mirror» представляет собой звон сотни коровьих колокольчиков, записанный на пастбище в Швейцарии.
В процессе написания текстов Кинг Дьюд испытывал нечто сродни автоматическому письму: по утверждению музыканта, он мог написать три страницы за десять минут, не отдавая отчёт о своём «я», чего прежде никогда с ним не происходило. Несмотря на это, тексты Fear, хоть в них и нет написанных от первого лица, более любых других проникнуты историями из личной жизни Кауджилла.
Концепцию альбома, вынесенную в заголовок, Кинг Дьюд описал как страх взросления — когда «детский ум» обрывается или хоронится глубоко в подсознании, а на смену ему приходит жестокий, маниакальный, помешанный на сексе «взрослый ум»; при этом беззаботная музыка призвана замаскировать зловещий подтекст. После выпуска записи Ти Джей признавался, что ему не удалось в полной мере реализовать этот замысел, тем не менее, он очень любовно относится к Fear, так как именно работа над этим альбомом принесла ему освобождение от некоторых личных страхов.

## Реакция
Fear был встречен музыкальными критиками по большей части одобрительно; в рецензиях отмечалось высокое качество работы, но и назывался её главный порок — отсутствие новизны. Не обошлось без сравнений с творчеством предшественников Кауджилла: Джонни Кэша, Тома Уэйтса, Ника Кейва, Марка Ланегана. Редактор сайта Allmusic Фред Томас написал, что «музыка сиэтлского разносчика мрака и дьявольщины вызывает в уме невыразимые ужасы, скрывающиеся в американских молчаливых глубинках и пустынных дорогах». Ему вторил автор ресурса PopMatters Бенджамин Хедж Олсон: «Кинг Дьюд поёт о дьяволе, открытой дороге, диких женщинах, трудных временах, и если это не суть рок-н-ролла — то я не знаю, что это».

## Список композиций
| №                   | Название                  | Длительность |
| ------------------- | ------------------------- | ------------ |
| 1.                  | «Open The Door»           | 1:09         |
| 2.                  | «Fear Is All You Know»    | 3:04         |
| 3.                  | «Maria»                   | 3:34         |
| 4.                  | «Devil Eyes»              | 2:53         |
| 5.                  | «Cloven Hooves (Of Fear)» | 3:44         |
| 6.                  | «Demon Caller Number 9»   | 3:13         |
| 7.                  | «Bloody Mirror»           | 2:52         |
| 8.                  | «Lay Down In Bedlam»      | 2:25         |
| 9.                  | «Bottomless Pit»          | 3:05         |
| 10.                 | «Never Run»               | 3:51         |
| 11.                 | «Miss September»          | 3:19         |
| 12.                 | «Empty House»             | 6:17         |
| 13.                 | «Watching Over You»       | 2:38         |
| Общая длительность: | Общая длительность:       | 41:57        |

## Участники записи
- Ти Джей Кауджилл — вокал, гитара
- Джоуи Д’Ория — ударные, перкуссия, бэк-вокал
- Билл Рифлин — фортепиано, орган, бас-гитара, бубен, маракас, меллотрон, бэк-вокал, хлопки
- Брианна Этвелл — скрипка, альт (треки «Maria» и «Watching Over You»)
- Дон Ганн — бэк-вокал, хлопки
- Эмили Дентон — бэк-вокал (трек «Maria»)
- Ванесса Дандюран — бэк-вокал (трек «Devil Eyes»)